# James Balfour (Ingenieur)
James Melville Balfour (* 1831 in Edinburgh; † Dezember 1869 im Timaru Harbour) war ein schottisch-neuseeländischer Ingenieur, der besonders für seine Leuchttürme bekannt ist.
Er wurde in Edinburgh geboren und trat in das Unternehmen D & T Stevenson & Co ein. Dieses Unternehmen war Auftragnehmer für Ingenieurdienstleistungen für die Leuchttürme in Schottland. Auf Empfehlung des Unternehmens – die technische Ausstattung neuseeländischer Leuchttürme stammte damals aus Schottland oder England – erhielt Balfour den Posten eines Marine Engineer der Provinz Otago. Er traf am 14. September 1863 in Neuseeland ein.
Er ist am bekanntesten für seinen Beitrag zum Aufbau des neuseeländischen Leuchtturmnetzes. Obwohl er auch zwei gemauerte Türme entwarf, bevorzugte er wegen der kürzeren Bauzeit Holzkonstruktionen. Zu seinen Entwürfen – von denen mehrere heute als Baudenkmal registriert sind – gehören:
- Taiaroa Head Lighthouse (1864)
- Dog Island Lighthouse (1865)
- Farewell Spit Lighthouse (1870)
- Nugget Point Lighthouse (1870)
- Cape Campbell Lighthouse (1870)
- Ponui Passage Lighthouse (1871)
- Bean Rock Lighthouse (1872)
- Cape Saunders Lighthouse (1880)

Zu seinen Entwürfen gehören auch das Trockendock in Dunedin.
Er verfasste auch die ersten Dienstvorschriften für die Leuchtturmwärter des Landes und führte die von Stevenson entwickelten Optiken in Neuseeland ein. Zu Hafenbauvorhaben in New Plymouth, Timaru und Wanganui verfasste er Berichte.
Im Oktober 1866 wurde er von der Zentralregierung zum Marine Engineer, Inspector of Steamers and Superintendent of Lighthouses (Seeingenieur, Dampfschiffinspektor und Aufseher der Leuchttürme) ernannt.
Balfour ertrank im Dezember 1869 im Alter von 38 Jahren bei einer Dienstreise im Timaru Harbour.